# Le Riols
Le Riols település Franciaországban, Tarn megyében. Lakosainak száma 99 fő (2022. január 1.). Le Riols Milhars, Saint-Martin-Laguépie, Laguépie és Varen községekkel határos.

## Népesség
A település népességének változása:
| Lakosok száma | 114  | 107  | 108  | 103  | 102  | 101  | 100  | 101  | 99   |
|               | 2013 | 2015 | 2016 | 2017 | 2018 | 2019 | 2020 | 2021 | 2022 |